# Ariel Pakes
Ariel Pakes (* 1949 in Edmonton, Alberta, Kanada) ist ein israelisch-US-amerikanischer Wirtschaftswissenschaftler und Hochschullehrer.

## Werdegang
Pakes studierte an der Hebräischen Universität Jerusalem, wo er zwei Jahre nach seinem Bachelor of Arts 1973 als Master of Arts graduierte. Anschließend ging er in die Vereinigten Staaten und studierte an der Harvard University. Nachdem er 1976 auch hier als Master of Arts abgeschlossen hatte, folgte bis 1979 ein Ph.D.-Studium. Kurzzeitig in Harvard auch als Lecturer tätig, kehrte er 1980 nach Jerusalem zurück, um dort ebenfalls als Lecturer zu arbeiten. Zwischenzeitlich zum Senior Lecturer aufgestiegen, zog er 1986 erneut in die USA und folgte einem Ruf der University of Wisconsin–Madison zum Associate Professor. 1988 berief ihn die Yale University zum ordentlichen Professor. Dort lehrte und forschte er abgesehen von Gastprofessuren bis 1999, anschließend kehrte er abermals an die Harvard University zurück. Dort übernahm er 2005 den Steven-McArthur-Heller-Lehrstuhl für Wirtschaftswissenschaften.
Im Mittelpunkt der Arbeit Pakes stehen Ökonometrie, Industrial Organization und die Auswirkungen von technologischen Entwicklungen. Gemeinsam mit Forschungskollegen konzentriert er sich insbesondere auf die Entwicklung empirischer Modelle zur Beschreibung von Effekten innerhalb der Industrial Organization. Dabei engagiert er sich in verschiedenen Fachgruppen und -ausschüssen der Harvard University aber auch von Fachorganisationen wie der American Economic Association oder der Econometric Society.
Seit 2020 zählt ihn der Medienkonzern Clarivate zu den Favoriten auf einen Alfred-Nobel-Gedächtnispreis für Wirtschaftswissenschaften (Clarivate Citation Laureates) unter Verweis auf das mit Steven T. Berry und James A. Levinsohn entwickelte Logit-Modell mit Zufallsparametern zur Bestimmung der Nachfrage. Dieses Modell erlaubt es, endogene Preise und Heterogenität von Konsumenten in die Bewertung von Produkteigenschaften einzubeziehen. Dadurch können realistischer Preiselastizitäten bestimmt werden.

## Ehrungen
- 1988: Frisch-Medaille der Econometric Society[4]
- 2002: Aufnahme in die American Academy of Arts and Sciences
- 2017: BBVA Foundation Frontiers of Knowledge Award
- 2017: Aufnahme in die National Academy of Sciences
- 2022: Nemmers-Preis für Wirtschaftswissenschaften